# Cordillera Domeyko

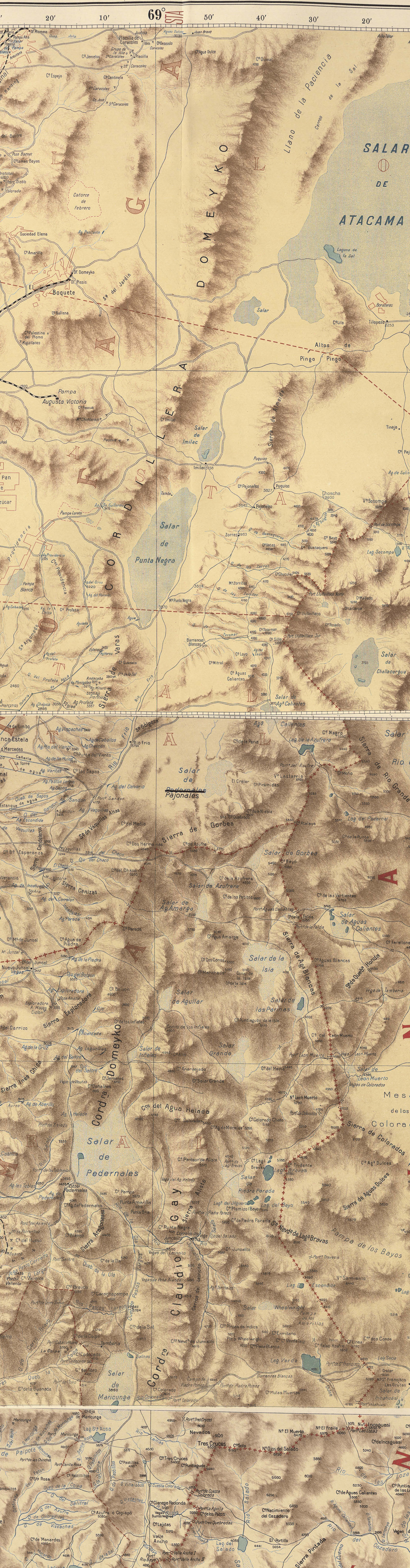
Según Risopatrón, la cordillera de Domeyko se extiende desde el cerro Quimal (23° 07'S) hasta el cerro Azufre (27°18').

La cordillera de Domeyko o cordillera de Imilac: 422  es una cadena montañosa de los Andes situada en el norte de Chile, al oeste del salar de Atacama. Recorre de norte a sur durante aproximadamente 600 km, paralela a la cadena principal. La cordillera marca el límite oriental del desierto de Atacama, aunque al este se extiende otra zona muy elevada y desértica compartida por Chile y Argentina: la Puna de Atacama.
La cordillera de Domeyko fue llamada así por Ignacio Domeyko y es la cordillera con menos humedad del mundo. De acuerdo a un estudio de la Universidad de Chile realizado en 2015, la cordillera ofrece importantes oportunidades para la generación de energía solar, pues recibe una radiación anual que asciende a los 310 watts por metro cuadrado, pudiendo llegar a los 325-330 W/m², e incluso cuando hay nubosidad su promedio de exposición es superior a los 300 W/m².
Luis Risopatrón la describe en su Diccionario Geográfico de Chile:
Domeyko (Cordillera). Con alturas de más de 5000 m se levanta desde las proximidades del cerro Quimal (23° 07'), al S del cual presenta color rojo, con bajos y llanuras elevadas, hasta el cerro de El Azufre (27° 18'), en cuyo trecho bordea por el E las cuencas de los salares de Atacama, Pajonales, Pedernales i Maricunga; nombre puesto en honor del sabio profesor de la Universidad de Chile, señor Ignacio Domeyko.
Hans Niemeyer la describe brevemente en las siguientes palabras:: 171 
la llamada Cordillera de Domeyko que se inicia por el norte con su cumbre más prominente, el cerro Quimal (4302 m), y que con una longitud de algo más de 100 km, engrana hacia el sur en la Sierra del Medio y con la Sierra Almeida, la que en definitiva separa el extremo sur oeste de la hoya del Salar de Atacama de la del Salar de Punta Negra. Al sur del Quimal, en la cordillera Domeyko, se levantan las cumbres cerro Loma Ancha (3203 m); cerros Negros (3340 m); cerro Cerrillos (3594 m).